# Uriússevo
Uriússevo (en rus: Урюсево) és un poble de l'óblast de Vladímir, a Rússia, segons el cens del 2010 tenia 26 habitants. Pertany al districte municipal de Mélenki.